# ムルナール・タークル
ムルナール・タークル（Mrunal Thakur、1992年8月1日 - ）は、インドのヒンディー語映画で活動する女優。『Mujhse Kuchh Kehti...Yeh Khamoshiyaan』『Arjun』で女優としてのキャリアを始め、『ラブ・ソーニア』でヒンディー語映画デビューした。2019年に『スーパー30 アーナンド先生の教室』『Batla House』で興行的な成功を収め、興行的に失敗した『Toofaan』『ダマカ:テロ独占生中継』『Jersey』を経て、『シーターとラーマ』で再び興行的な成功を収めた。

## 生い立ち
1992年8月1日にマハーラーシュトラ州ドゥーレで生まれ、ジャルガオンのセント・ジョゼフ・コンヴェント・スクールとムンバイのヴァサント・ビハール・ハイスクールで教育を受ける。その後、テレビドラマに出演するためにKCカレッジを中退している。

## キャリア

### テレビ女優

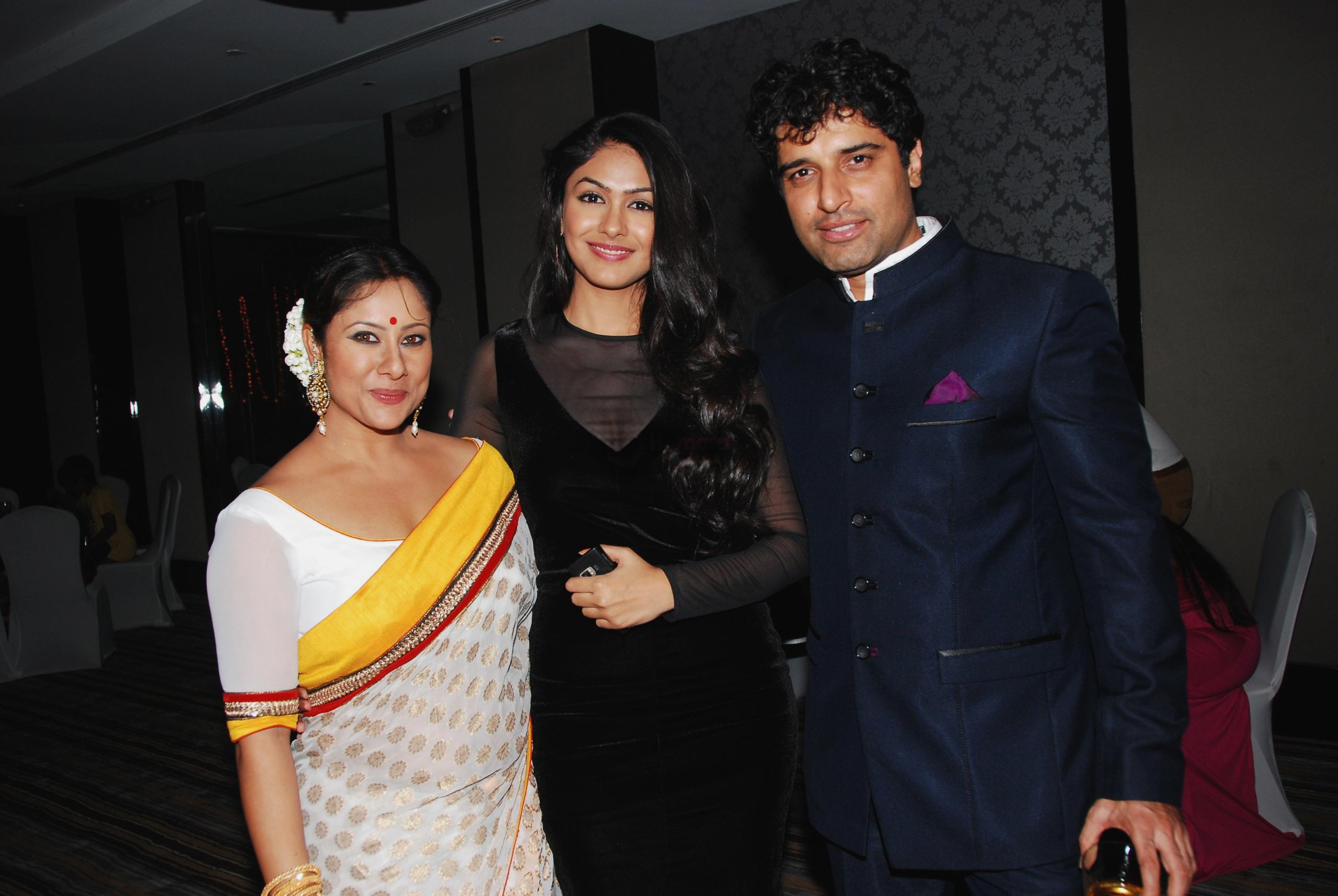
ムルナール・タークルとサーイ・デオダル、シャクティ・アーナンド夫妻（2012年）

大学在学中にスタープラスのテレビシリーズ『Mujhse Kuchh Kehti...Yeh Khamoshiyaan』でガウリ・ボスレー役を演じ、モーヒト・セーガルと共演した。シリーズ終了後の2013年に『Arjun』に出演し、ジャーナリストのサクシ・アーナンド役を演じた。
2014年2月にジーTVのテレビシリーズ『Kumkum Bhagya』の出演契約を結び、3月から撮影に参加した。放送は4月から始まり、母親の経営する結婚式場を手伝う娘ブルブル・アローラー・カンナー役を演じ、スリティ・ジャー、シャビール・アルワリア、アリジット・タネジャ、スプリヤー・シュクラと共演した。同作には混合的な評価が寄せられ、ムルナールは2016年1月まで出演した。
2014年から2015年にかけて『Box Cricket League』『Nach Baliye』に挑戦者として出演した。2016年に& TVの『Saubhagyalakshmi』のスペシャルエピソードでダンスを披露し、『Tuyul & Mbak Yul Reborn』ではゲスト出演している。インドネシアのテレビシリーズ『Nadin』への出演を最後にテレビシリーズでの活動を停止し、映画女優の活動に専念するようになった。

### 映画女優

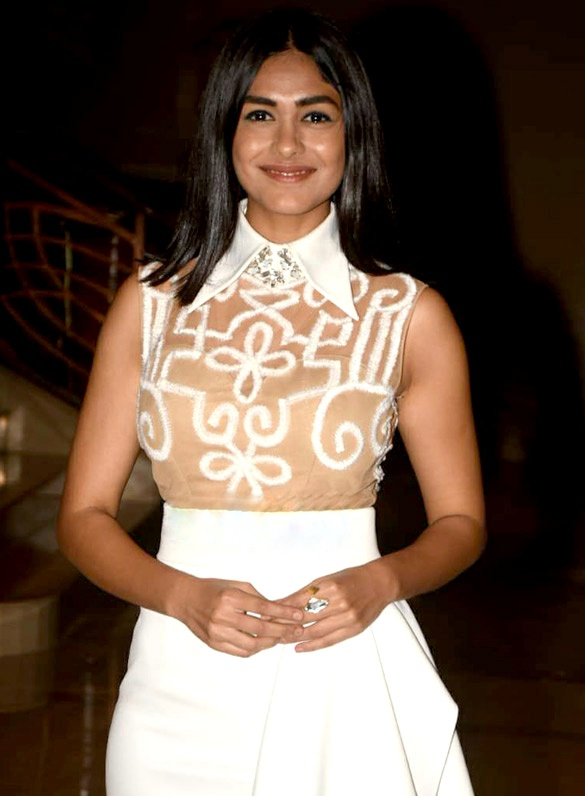
『ラブ・ソーニア』プロモーション中のムルナール・タークル（2018年）

2014年にマラーティー語映画『Vitti Dandu』に出演し、映画デビューする。同年には『Surajya』でスワプナ博士役を演じている。これらの公開に先立ち、2012年からヒンディー語映画『ラブ・ソーニア』の撮影に参加し、コルカタに滞在していた。同作では国際的な人身売買問題を暴露する女性ソーニア役を演じ、様々な事情を経て2018年9月に公開された。ムルナールは売春宿に滞在して娼婦の立ち振る舞いを学ぶなど役作りに努めたものの、同作は興行的に失敗している。
2019年にヴィカース・バールの伝記映画『スーパー30 アーナンド先生の教室』でリティク・ローシャンと共演した。同作はアーナンド・クマールが主宰した教育プログラム「スーパー30」を題材にしており、ムルナールはアーナンド・クマールの恋人スプリヤー役を演じた。同年にはニキル・アドヴァーニーの『Batla House』でジョン・エイブラハムと共演している。同作は2008年に発生したバトラー・ハウス遭遇事件を題材にしており、ムルナールは主人公サンジーヴ・クマール・ヤーダヴの妻ショーブナ役を演じた。興行収入は『Batla House』が11億ルピー、『スーパー30 アーナンド先生の教室』は20億ルピーを超え、両作とも興行的な成功を収めている。2020年にはNetflixのアンソロジー映画『恐怖のアンソロジー』のカラン・ジョーハルの監督パートに出演し、ミュージックビデオ「Gallan Goriya」で再びジョン・エイブラハムと共演した。
2021年にラケーシュ・オームプラカーシュ・メーラの『Toofaan』に出演し、ファルハーン・アクタルと共演した。同作は7月16日からAmazon Prime Videoで配信された。11月19日からNetflixで配信されたラーム・マドヴァーニーの『ダマカ:テロ独占生中継』ではカールティク・アーリヤン、アムルータ・スバーシュと共演した。この他にバードシャーの「Bad Boy x Bad Girl」、グル・ランダワの「Aise Na Chhoro」のミュージックビデオに出演している。2022年4月22日にはテルグ語映画『Jersey』をリメイクした同名の『Jersey』に出演し、シャーヒド・カプールと共演した。同作は混合的な評価を受け、興行的には失敗している。8月5日公開の『シーターとラーマ』でテルグ語映画デビューし、同作ではドゥルカル・サルマーンと共演した。同作の評価も混合的なものだったが、興行的には成功を収めている。

## フィルモグラフィー

### 映画

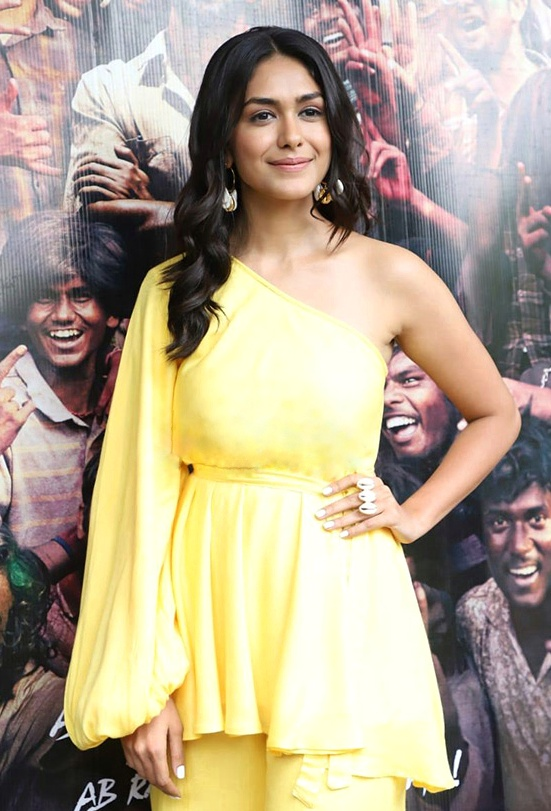
『スーパー30 アーナンド先生の教室』のプロモーション中のムルナール・タークル（2019年）

- Vitti Dandu（2014年） - サンディヤ・ジャイン役[23]
- Surajya（2014年） - スワプナ博士役[24]
- ラブ・ソーニア（英語版）（2018年） - ソーニア・グプタ役[25]
- スーパー30 アーナンド先生の教室（2019年） - スプリヤー・クマール・シン役[26]
- Batla House（2019年） - ショーブナ・ヤーダヴ役[27]
- 恐怖のアンソロジー（英語版）（2020年） - イラワティ・カプール役[13]
- Toofaan（2021年） - アナニヤ・プラブ博士役[28]
- ダマカ:テロ独占生中継（英語版）（2021年） - サウムヤ・メーラ役[29]
- Jersey（2022年） - ヴィディヤー・ラオ・タルワル役[30]
- シーターとラーマ（英語版）（2022年） - シーター・マハラクシュミ/ノール・ジャハーン王女役[31]
- カルキ 2898-AD（2024年） - ディヴィヤ役[32]

### テレビシリーズ
- Mujhse Kuchh Kehti...Yeh Khamoshiyaan（2012年-2013年） - ガウリ・ボスレー役[6]
- Arjun（2013年） - サクシ・アーナンド役[6]
- Kumkum Bhagya（2014年-2016年） - ブルブル・アローラー・カンナー役[7]
- Box Cricket League（2014年） - 挑戦者[33]
- Nach Baliye（2015年） - 挑戦者[34]
- Saubhagyalakshmi（2016年） - 本人役[9]
- Tuyul & Mbak Yul Reborn（2016年） - 本人役[35]
- Nadin（2017年） - ターラー役[36]

### ミュージックビデオ
- Gallan Goriya（2020年）[37]
- Bad Boy x Bad Girl（2021年）[38]
- Aise Na Chhoro（2021年）[39]

## 受賞歴
| 年   | 賞                                             | 部門                                       | 作品               | 結果       | 出典   |
| ---- | ---------------------------------------------- | ------------------------------------------ | ------------------ | ---------- | ------ |
| 2015 | ゴールド・アワード                             | 助演女優賞                                 | 『Kumkum Bhagya』  | ノミネート | [ 40 ] |
| 2016 | ゴールド・アワード                             | 助演女優賞                                 | 『Kumkum Bhagya』  | ノミネート | [ 41 ] |
| 2018 | ロンドン・インディアン・フィルムフェスティバル | 有望新人賞                                 | 『ラブ・ソーニア』 | 受賞       | [ 42 ] |
| 2019 | ゴールド・アワード                             | Rising Star From Indian Television to Film | N/A                | 受賞       | [ 43 ] |